# Рате
Рате (на словенски: Ratje) е село в Словения, регион Югоизточна Словения, община Жужемберк. Според Националната статистическа служба на Република Словения през 2015 г. селото има 41 жители.